# 龔理
龔理（1407年—1457年），字彥文，號蘭軒，南直隸蘇州府崑山縣人，明朝政治人物。

## 生平
龔理出生時，父親龔賢夢見神人對他說：「上帝以你有陰德，給你龔理。」初名龔𤫄，長大後其老師為他改名為龔理，龔賢覺得奇異，就沿用不改；宣德四年（1429年）他中舉人，宣德八年（1433年）會試中副榜，正統元年（1436年）成進士，次年（1437年）獲授工部主事，九年（1444年）陞都水司郎中。
不久黃河決堤，徐有貞負責治理，朝廷廷推他為輔佐，明景帝說：「是不要錢龔郎中嗎？」很快在景泰四年（1453年）超拜山東左布政使，在當地賑濟飢民，視察地形後開浚河渠數百里，設置八個水閘減慢水勢，興建九個河堰和大洪口作屏障，又勸學興禮、撤毀淫祠，標記子貢墓祭祀，規勸收受賄賂的同僚，七年（1456年）因中風請求致仕，次年（1457年）去世，年五十一歲，鄉人私諡為清惠。

## 家族
十二世祖宋朝侍御史龔猗，曾祖龔士斌。祖父龔子瑞。父親龔賢年少失去雙親，喜好施與，為此不惜借貸；兄長龔珩、弟弟龔琚也樂善好施，有父親風裁；兒子成化七年舉人龔紱，孫子龔乾、弘治十一年舉人龔坤。

## 引用
1. 1 2 3  光緒《崑新兩縣續修合志·卷二十二·列傳一》：龔理，字彥文，宋侍御史猗十二世孫，父賢字思齊，少孤自立好施與，雖稱貸弗惜，三子珩、理、琚皆樂施有父風。理性方正沈毅，宣德癸丑以鄉薦中乙榜，詔賜冠帶與庶吉士同課翰林，登正統丙辰進士，授工部主事進郎中；河決張秋，已擢徐有貞督治，又慎簡方岳大臣佐之，廷推得理，景帝曰：「是不要錢龔郎中乎？」遂超拜山東左布政使。理至賑貸飢民，參度地勢浚渠數百里，置八閘以殺水勢，河流旁溢作九堰障之，又築大洪口，漕路始通；乃勸學興禮、撤毀淫祠，表子貢墓而封祭之，有同官簠簋不飭，理峻詞規之，其人卒為改節。景泰丙子中風疾告歸，明年卒，年五十一，鄉人私諡清惠，初賢嘗夢神人謂之曰：「上帝以汝有陰德，與汝龔理。」已而理生初名𤫄，及長里師為更名理，賢異之遂仍而不改。長子紱字朝美，成化七年鄉舉，有文行，官青縣教諭，葉盛嘗言：「生子當如龔朝美，自可不愧彥文。」後孫乾自有傳，坤字敬承，宏治戊午舉人。
2. ↑  光緒《崑新兩縣續修合志·卷十七·選舉表一》：正統元年丙辰周旋榜（進士） 龔理 彥文，山東布政使，見列傳
3. ↑  光緒《崑新兩縣續修合志·卷十八·選舉表二》：宣德四年己酉科（舉人） 龔理 號蘭軒，見進士
4. ↑  《明英宗睿皇帝實錄·卷二十九》：（正統二年四月）庚午擢進士鄭亮、王綱、盧欽為行在戶部主事，林璧行在禮部主事，龔理行在工部主事。
5. ↑  《明英宗睿皇帝實錄·卷一百二十四》：（正統九年十二月甲子）陞工部營繕司主事龔理為都水司郎中，從尚書王巹奏請也。
6. ↑  《明英宗睿皇帝實錄·卷二百三十一·廢帝郕戾王附錄第四十九》：（景泰四年七月）己巳陞工部郎中龔理為山東左布政使，兵部郎中黃輿為福建左布政使，刑部郎中劉讓為右參政，大理寺右評事宋欽為按察司僉事，復除中書舍人劉福仍舊任，以母喪服闋也。
7. ↑  《明英宗睿皇帝實錄·卷二百六十九·廢帝郕戾王附錄第八十七》：（景泰七年八月甲辰）命山東左布政使龔理致仕，理直隸崑山縣人，由進士授工部主事，陞郎中，以薦陞布政司，至是以有疾乞致仕，從之。